# Jurij Gorbunov
Jurij Michajlovič Gorbunov (* 26. prosince 1939 Čitská oblast, Sovětský svaz) je ruský operní pěvec vystupující v Brně. Je držitelem Ceny Thálie v oboru opera za rok 2005.

## Život
Narodil se v malé vesničce nedaleko města UsťKara v Čitské oblasti v Sovětském svazu do velmi početné rodiny. Jeho rodiči pracovali ve zlatých dolech na březích řeky Kary a svůj hudební a pěvecký talent zdědil po své matce, která mu ale zemřela v jeho deseti letech. Po obchodní škole a tříleté základní vojenské službě vystudoval Akademii umění v Novosibirsku u basisty Venjamina Pavloviče Arkanova. Už během studiích vystoupil v roli knížete Bolkonského v opeře Vojna a mír v Novosibirském divadle. Na doporučení svého učitele následně pro začátek odešel do menšího divadla v Čeljabinsku, i když dostal nabídku z Novosibirského divadla. Po třinácti letech se z rodinných důvodů přestěhoval do Permu, kde z místního divadla přešel v roce 1984 do divadla v Jekatěrinburgu. Po pádu Železné opony byl do čela Smetanova divadla zvolen Karel Drgáč, který hledal na východě Evropy pěvecké posily. Zde oslovil Valentina Prolata, Nikolaje Marčenka a také i Jurije Gorbunova, který měl podmínku se naučit do měsíce titulní roli v opeře Rigoletto v italštině. V Praze vystoupil v září 1991 a hned začal vystupovat v dalších rolích, a to v operách Aida, Tosca a Otello. Právě v Otellovi hostovala sopranistka Natalia Romanová z Národního divadla v Brně, která ho oslovila, zda by nechtěl
přijmout stálé angažmá v brněnské opeře. Nabídku přijal a s manželkou a synem se přestěhovali z Ruska do Brna. Od svého nástupu do stálého angažmá v září 1992 zde vystoupil v řadu operách, například v Aidě, Borisu Godunovovi, Donu Carlosovi, Evženu Oněginovi, Faustovi, Lazebníku sevillském, Mefistofeles, Nabucco, Pikové dámě, Rigoletto, Sedláku kavalírovi, Síle osudu, Tosce a mnoho dalších. Kromě toho vystupoval v divadlech v Česku, ale také v zahraničních operních domech v Japonsku, Španělsku, Polsku, Maďarsku, Německu a Rumunsku.
Během svého působení v Sovětském svazu zde získal ocenění „Zasloužilý umělec Sovětského svazu“, a posléze i nejvyšší prestižní ocenění „Národní umělec Sovětského svazu“. Za rok 2005 obdržel cenu Thálie v oboru opera za ztvárnění role Kutuzova v opeře Vojna a mír v Národním divadle v Brně.